# Crespell de carn bruna
El crespell de carn bruna (Phaeolus schweinitzii ) és una espècie de fong de l'ordre dels poliporals (Polyporales). És un crespell de soca paràsit que creix primordialment sobre rels o soques de coníferes, algun cop sobre fusta de planifolis (cirerer i moixera). A diferència de la resta de crespells de soca que causen podriment blanc en els substrats, el crespell de carn bruna produeix podriment bru. Quan creix sobre rels enterrades pot semblar un bolet terrestre.

## Taxonomia
P. schweinitzii rep el nom de Lewis David von Schweinitz (1780-1834), botànic i micòleg alemany-americà. És una espècie d'aspecte molt variable el que explicaria la seva abundosa sinonimia. Descrit com Polyporus schweinitzii per Elias Magnus Fries (1821), Systema mycologicum, 1, p. 351. Va ser sinonimitzat a Phaeolus schweinitzii (Fries) per N. Patouillard (1900), Essai taxonomique sur les familles et les genres des hyménomycètes, p. 86

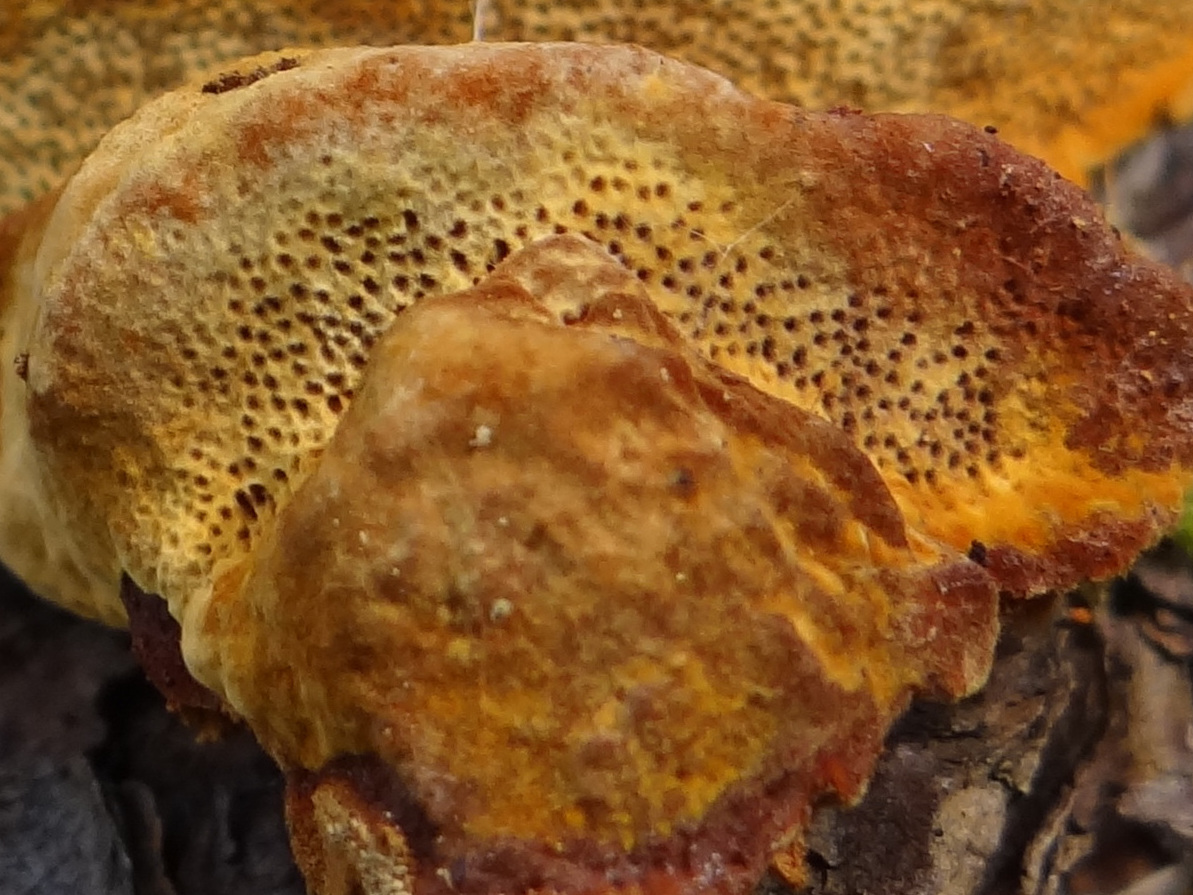
Revers del crespell de carn bruna (Phaeolus schweinitzii)

## Descripció
Bolet gran, de fins a 40 cm de diàmetre i 3 cm de gruix, carnós, polimòrfic, constituït per diferents barrets de color bru vermellós, constituït per barrets imbricats, en forma de ventall, semicirculars i que neixen d'un peu comú. Superfície dels barrets fortament vellutada, zonada, de marge groc mentre el bolet creix activament.
Revers groc olivaci, de tubs decurrents, amb porus irregulars, poligonals, sovint laberíntics, de 1-3 mm de diàmetre.
Carn fibrosa, molla però suberosa amb l'edat, groguenca de jove, bru fosca en madurar.

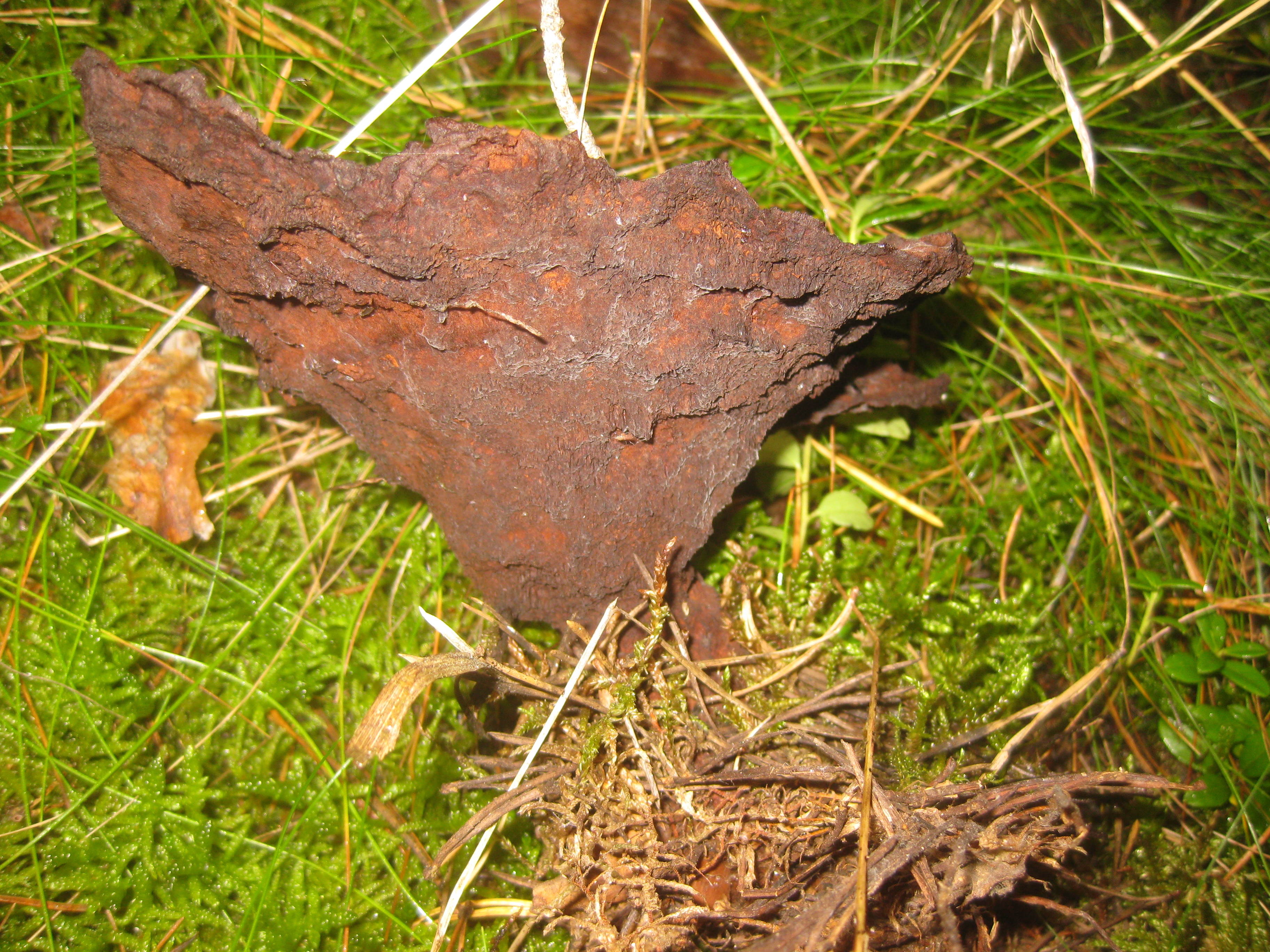
Secció de crespell de carn bruna (Phaeolus schweinitzii) mostrant el color de la carn

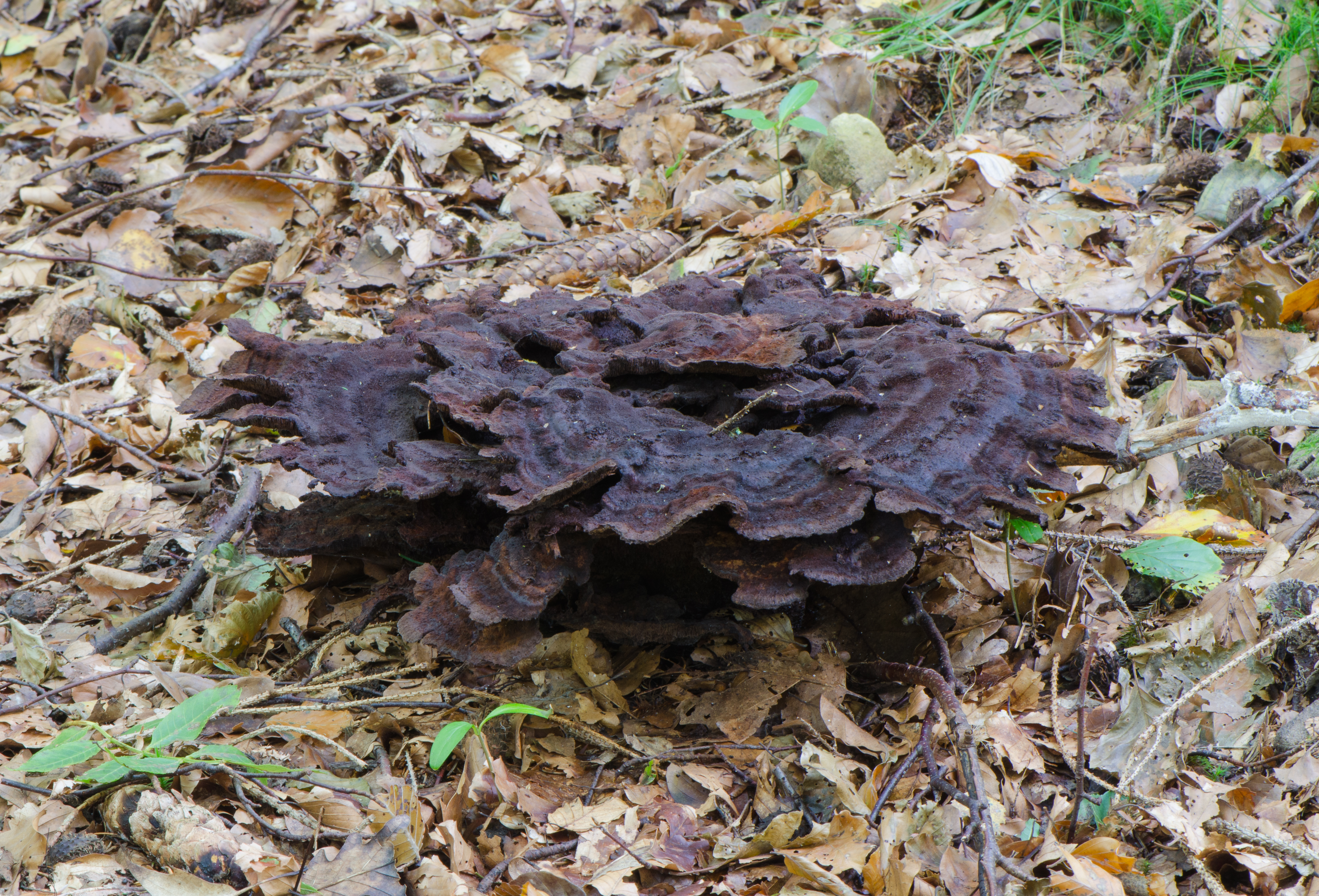
Exemplar envellit de crespell de carn bruna (Phaeolus schweinitzii)

## Hàbitat
Creix des de l'estatge subalpí al litoral, present tot l'any però només es troba en bones condicions des de juliol a octubre. Creix en boscos adults, més aviat humits, sobre rels en sòls més o menys coberts de virosta i després es propaguen al tronc de l'arbre fins a 1-1.5 metres. Tenyeix la fusta afectada de fosc. Es desenvolupa sobre arbres vius però segueix fructificant si la planta mort. Sobre coníferes però s'ha citat casos puntuals sobre faig.

## Distribució
Cosmopolita, espècie comuna, estesa a les zones temperades d'ambdós hemisferis, però poc citada a Catalunya.

## Identificació
Es pot confondre amb espècies similars com la boixa tomentosa (Onnia tomentosa), de revers amb porus angulars.

## Usos
Bolet sense interès culinari.